# 쿠바 미사일 위기
쿠바 미사일 위기는 1962년 10월 14일, 미국 측의 첩보기 록히드 U-2에 의해 쿠바에서 건설중이던 소련의 SS-4 준중거리 탄도 미사일(MRBM) 기지의 사진과, 건설현장으로 부품을 운반하던 선박의 사진이 촬영되면서 시작된 미국과 소련과의 대립을 뜻한다.
2015년 1월 24일에는 이 사건을 다룬 결정판으로 평가받은 마이클 돕스의 저서 《0시 1분 전》이 대한민국에 출간되었다.

## 배경
1961년 미국이 이탈리아와 터키에 주피터 준중거리 탄도 미사일을 배치하고, 쿠바 침공을 시도하는 등 군사적 긴장이 심화되었다. 또한 중국과 마찰을 빚고 있었던 소련은 쿠바가 친중으로 기우는 것 또한 우려하고 있었다. 한편 1961년 베를린 위기를 겪으며 국내 정치적으로도 압박을 받고 있었던 흐루쇼프는 미국에 뒤쳐진 핵 전력을 만회하고, 쿠바의 신생 공산 정권인 카스트로 정권을 보호하며, 서방 세계와의 협상 카드로 쓰기 위해 쿠바에 장거리 미사일 기지 설치를 비밀리에 추진하게 된다.

## 개요

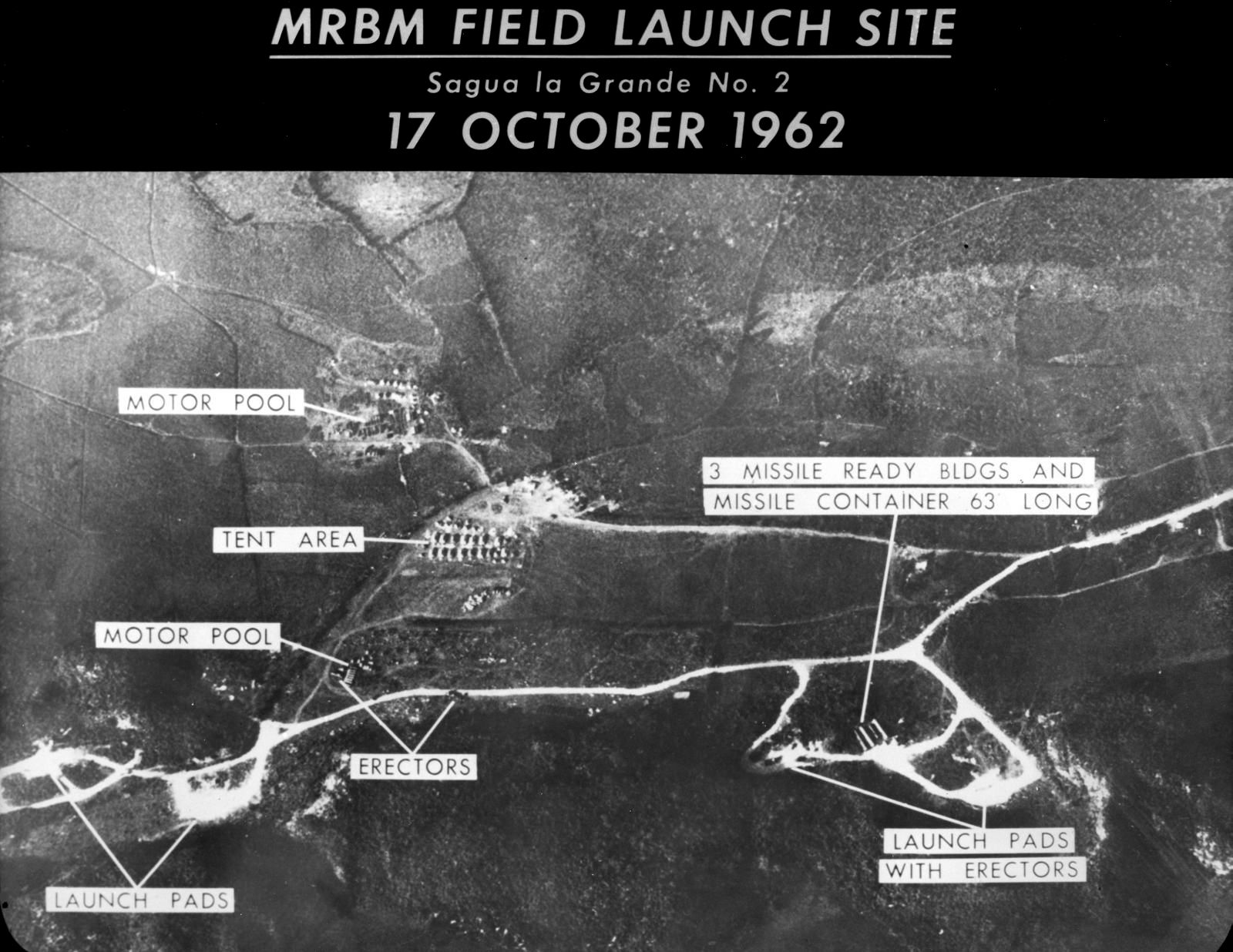
쿠바의 준중거리 탄도 미사일 발사 기지 항공 사진

미국 정부는 소비에트 연방의 쿠바에서의 미사일 기지 건설을 무력시위라고 주장하여, 미사일 기지의 완공을 강행한다면 이를 선전포고로 받아들일 것이며, 제3차 세계대전도 불사하겠다는 공식성명을 발표했다. 전 세계는 케네디 대통령의 과격한 발언에 의해 또다시 전 세계적 규모의 전쟁이 일어날지 모른다는 불안감에 떨었고, 학교와 가정에서 대피훈련과 방공호를 파는 작업이 실시되는 등 일촉즉발의 상황까지 가기에 이르렀다. 미국과 소련의 필사적인 외교에 의하여 소련측의 미사일 기지 건설이 중지되고, 그에 대한 대가로 터키에 있던 미국의 주피터 MRBM 기지를 철수시킨다는 조건하에 사태가 종결됨으로써, 세계는 전면 핵전쟁에서 벗어날 수 있게 되었다.

## 쿠바 미사일 위기의 성격
위와 같이, 쿠바 미사일 위기란 소비에트 연방이 쿠바에 미사일을 배치하려는 것에 대해 일어난, 미국과의 군사적 대립으로 인한 위기이다. 러시아 측에서는 카리브해 위기, 쿠바 측에서는 10월 위기라고 부른다. 1962년 10월 14일, U-2 기에 의한 첩보 사진에 쿠바에 건설 중인 미사일 기지의 사진이 촬영되면서 촉발되었다. 미국의 케네디 행정부는 소련에 의해 쿠바에 설치된 미사일의 즉각적인 제거를 요구하였다. 이 미사일은 미국이 터키와 중동에 설치한 핵미사일에 대응한 것이었다. 소련이 이 요구를 받아들이고, 수개월 내에 쿠바의 모든 미사일을 철수한다는 조건을 내걸었으며, 미국은 터키, 그 밖의 중동국가에 설치된 ICBM기지를 은밀히 제거한다는 내용의 조약을 체결하였다. 케네디는 또한 앞으로 쿠바를 침략하지 않겠다는 데에 동의하였다.
쿠바 미사일 위기의 여파로 피그스만 침공에서 붙잡힌 쿠바 출신 망명자들은 미국이 몸값을 지불하고 풀려났다.

## 같이 보기
- THAAD
- 알파 로켓